# John Meehan
John Meehan (ur. 13 czerwca 1902 w Tehachapi, zm. 15 maja 1963) – amerykański scenograf filmowy. Studiował architekturę na Uniwersytecie Południowej Kalifornii. Trzykrotny laureat Oscara za najlepszą scenografię do filmów: Dziedziczka (1949) Williama Wylera, Bulwar Zachodzącego Słońca (1950) Billy’ego Wildera i 20 000 mil podmorskiej żeglugi (1954) Richarda Fleischera.